# Peter Gajdoš
Peter Gajdoš, né le 9 avril 1959, est un homme politique slovaque. Il est ministre de la Défense, entre 2016 et 2020.